# Arcozelos
Arcozelos es una freguesia portuguesa del concelho de Moimenta da Beira, con 8,56 km² de superficie y 744 habitantes (2001). Su densidad de población es de 86,9 hab/km².